# Bayan Kutxin
Bayan Kutxin (+ 1407) fou un amir de Tamerlà que el va designar per diversos governs. És el mes destacat dels diversos amirs del clan Kutxin que van servir a Tamerlà.
El 1399 era governador (daroga) de Rayy. El 1403, a la mort de Muhammad Sultan, va ser designat governador de Tabriz i l'Azerbaidjan (conservant el govern de Rayy) i amb els principals de la província va anar a veure a Tamerlà a Kars. El 1404 després de la rebel·lió dels kara tàtars a Damghan es va produir una matança de tres mil rebels, però molts van poder escapar cap als boscos que anaven fins a Astarabad. Quan Tamerlà ho va saber va enviar 1500 homes manats per Bayan Kutxin, Seifel Muluk (fill d'Hajji Saif al-Din), Dane Khoja, Rustem Pulad i Komari Bahadur amb ordre de matar tots els kara tàtars que trobessin. Bayan Kutxin i els altres amirs van passar per Bistam, van creuar les muntanyes de Langarud, van entrar als boscos de Gurgan i van trobar als kara tàtars a Karatugan prop de la costa de la mar Càspia; tot i que els rebels fugits eren en nombre superior, els amirs els van atacar, els van derrotar i en van matar un miler; deu mil (entre guerrers i les seves famílies) foren fets presoners. Bayan Kutxin va informar de la seva acció a la cort. A finals de març o primers d'abril de 1404 Tamerlà va concedir el govern de l'Azerbaidjan i dependències al seu net Muhàmmad Úmar ibn Mihran Xah, govern que exercia temporalment Bayan Kutxin des de la mort de l'hereu Muhàmmad Sultan ibn Jahangir. El 10 de juliol de 1404 Tamerlà va arribar a Firuzkuh i va nomenar a Sulayman Xah governador de Rayy i Firuzkuh i les seves dependències; al governador (daroga) de Rayy, Bayan Kutxin, el va autoritzar a retornar a Samarcanda després d'anys d'absència i li va concedir el castell de Ghule Khindan.
Ala mort de Tamerlà (1405) va estar al servei de Muhàmmad Úmar ibn Mihran Xah i va cooperar en les exaccions del visir shaikh Khusraw Shah. Quan el poder d'Umar es va enfonsar davant l'acomesa del seu germà el príncep Abu Bakr ibn Miran Shah (1405), Bayan Kutxin i el shaikh Khusraw Shah eren a Awjan i es van dirigir a Sultaniya on van entregar la recaptació al Abu Bakr per salvar la pell, si bé el shaikh fou penjat per ordre del príncep.
La popularitat d'Abu Bakr era alta en el moment en què va rebutjar els atacs dels turcmans a Tabriz (1405) i aleshores va decidir proclamar-se sultà i apartar al seu pare Miran Shah al que abans havia proclamat sobirà. Bayan Kutxin fou enviat a comunicar-ho a Tabriz, topant amb la resistència de la població que es negava a deixar-lo entrar ja que pensaven que actuava pel seu compte i no pel d'Abu Bakr. L'amir es va establir en un edifici dels afores i va saber que venien reforços dirigits pels amirs Duldai i Khoja Berdi. L'endemà va saber que un cos de deu mil homes liderats pels xeics turcmans Kapani i Imad al-Din arribava a la ciutat per combatre’l. Com que els reforços encara tardarien unes hores, va decidir un atac sorpresa i amb els seus 400 homes va atacar els deu mil, els va desorganitzar i derrotar; però un altre cos turcman liderat pel shaikh Kassab estava arribant i Bayan, sense acabar la feina contra els primers, es va dirigir contra Kassab i al primer xoc les tropes d'aquest es van desbandar; l'endemà al matí van arribar els reforços per a Bayan amb nombrosos presoners dels enemics entre els quals Kassab. Bayan els va perdonar. La població, al saber que Abu Bakr havia donat les ordres, es va sotmetre. Dos dies després Bayan i Duldai van sortir de la ciutat cap a Maragha deixant com a governador a l'amir Bahlul Barles.
Bayan Kutxin dominava la fortalesa de Shariyar i va trair a Abu Bakr quan aquest fou derrotat pels kara koyunlu a la vora de l'Araxes (1407). Bayan va oferir els seus serveis a Muhammad Umar, que ara era governador del Mazanderan per compte del sobirà del Khurasan, Shah Rukh i es va comprometre a conquerir l'Iraq Ajamita si li enviava tropes. Abu Bakr va saber de les negociacions i va deixar a Xirin Beg al càrrec de Kazwin i va marxar contra Shariyar on va assetjar a Bayan; aquest es va defensar de manera coratjosa però les forces d'Abu Bakr van aconseguir conquerir el recinte exterior i els defensors de la ciutadella es van rendir. Ali Sadik fou nomenat kutwal i Buyan Kutxin i els seus associats foren executats.